# Cilunculus perspicax
Cilunculus perspicax är en havsspindelart som beskrevs av Loman, J.C.C. 1908. Cilunculus perspicax ingår i släktet Cilunculus och familjen Ammotheidae. Inga underarter finns listade i Catalogue of Life.